# Lilith (pintura de 1887)

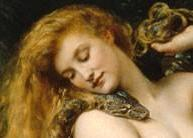
Lilith, detall

Lilith és una pintura de 1887 de l'artista anglès John Collier, que va treballar a l'estil de la Germandat Prerrafaelita. La pintura de la figura mítica jueva Lilith es conserva a la Atkinson Art Gallery de Southport, Anglaterra. Va ser traslladat de la Bootle Art Gallery a la dècada de 1970.

## Descripció
Collier va retratar Lilith com una dona bella nua de cabells daurats i pell de porcellana que acaricia a l'espatlla el cap d'una serp, enrotllada al voltant del seu cos en una abraçada apassionada. Sobre el rerefons d'una selva fosca i marró verd, s'alça una figura femenina nua, la pell pàl·lida i els llargs cabells rossos que li cauen per l'esquena formen un fort contrast amb el bosc. La posició del cap i la mirada de Lilith es desvien de l'espectador, concentrant-se en el cap de la serp recolzat sobre la seva espatlla. La serp envolta el seu cos en diverses voltes, començant pels seus turmells molt espaiats, més enllà del genoll, fins al seu abdomen inferior, on s'amaga. Lilith recolza el cos de la serp amb les mans a la zona de la part superior del seu cos, de manera que el cap de la serp es pot situar sobre l'espatlla dreta fins a la gola. El cap de la Lilith està inclinat cap a la serp, la seva galta s'enclava contra l'animal. Els tons marrons del cos de la serp destaquen en contrast amb el cos de la dona pàl·lida, però adopten l'esquema de colors de la selva circumdant. Collier va presentar la seva pintura inspirada en el poema de 1868 del també pintor i poeta Dante Gabriel Rossetti, Lilith, or Body's Beauty, que descriu Lilith com la bruixa que estimava Adam abans d'Eva. Les seves magnífiques trenes donen al món "el seu primer or", però la seva bellesa era una arma i els seus encants mortals.
La revista The British Architect va descriure l'obra l'any 1887: "Una dona nua, la forma voluptuosa i rodona de la qual està representada amb gràcia, envoltada per una gran serp, la part més gruixuda de la qual la creua horitzontalment i la talla per la meitat; el seu cap llisca pel seu pit i sembla que l'estira en voltes més estretes. El fons és d'un verd gruixut, repulsiu i abominable".

## Recepció
Quan Collier va presentar la seva pintura monumental al públic, va rebre majoritàriament elogis, començant per l'Exposició de Londres de la Royal Academy of Arts, el 1887.
Amb motiu de l'onzena mostra d'estiu de la Grosvenor Gallery de Londres el 1887, la revista The Photographic News va trobar que l'estudi de nus de Lilith tenia un valor considerable. El mateix catàleg de l'exposició assenyalà que el quadre valia la pena mirar-lo de prop en termes d'artesania i sensibilitat, i que també calia destacar l'execució pictòrica de la serp. La revista British Architect va assenyalar que pocs pintors podien pintar com Collier, i que probablement només un grapat d'ells seria capaç de pintar la serp com ell.
La revista The Athenaeum va dictaminar que Collier va provocar una comparació arriscada inspirant-se en el poema Lilith de Dante Gabriel Rossetti a la seva pintura. La seva Lilith presenta una robusta model d'uns 25 anys d'edat, dreta, nua, amb els braços plegats davant del cos, inclinant el cap lleugerament cap a un costat perquè els seus cabells rossos clars poguessin caure per l'esquena com una capa. Està atrapada per una serp monstruosa, que s'enrotlla al seu voltant i s'empeny el cap per sobre de l'espatlla. La figura femenina està magníficament pintada, ben pensada, acuradament treballada, però recorda més a Salammbô. Molt lloable com a estudi informat, no era de cap manera massa semblant al de Rossetti.
The Spectator va donar fe de la representació detallada, hàbilment elaborada i realista de la imatge, que, tanmateix, significava que "d'alguna manera tota la poesia i tots els sentiments s'havien esvaït en l'execució" i va subratllar que, en general, tota pintura nua "que només s'adona de la superfície del cos es retorça, i d'una manera realista, ha de ser un mal art" si està pintat sense inspiració de sentiments i pensaments.
El quadre formava part de l'exposició Wild. Fashion Untamed al Metropolitan Museum of Art de Nova York, el 2004.